# Солдатенко, Александр
Александр Солдатенко (1900, Тросно-Ивакино, Смоленская губерния — 1942, Одесса) — командир партизанского отряда.

## Биография
Получив начальное образование, работал лампоносом и коногоном на шахте в Горловке. 
В годы Гражданской войны воевал за красных, после чего окончил школу среднего начсостава и продолжил службу в РККА. 
В 1925 году вступил в коммунистическую партию. После демобилизации стал помощником по специальным вопросам директора Горловского машиностроительного завода.
В разгар Голодомора пошёл на работу в Горловский городской отдел ОГПУ на должность политического уполномоченного. 
С 20 июня 1938 года отправился командовать узниками ГУЛага в Букача́чинском исправи́тельно-трудово́м ла́гере расположенном в Читинской области, где занимал ряд руководящих постов. 29 апреля 1940 года был уволен за нарушение рабочей дисциплины. 
Великую Отечественную войну встретил в должности заведующего районного финансового отдела в посёлке Фрунзенка Одесской области, его жена и трое детей успели эвакуироваться.

### Партизанская война
При оставлении Красной армией региона, НКВД перебросил группу А. Солдатенко в Одесские катакомбы. Как отмечали в отчёте руководству сотрудники румынской спецслужбы Сигуранца, отряду поставили «шпионские и террористические задачи». На начало ноября в подчинении Солдатенко находилось девять бойцов, также командира сопровождала «походно-полевая жена» Елена Малицкая (комсомолка с 1935), которая до войны была бухгалтером. Документы Центрального архива общественных объединений Украины позволили идентифицировать других членов отряда: главного кондуктора станции «Одесса Товарная» Афанасия Колоса (1914 г. р., комсомолец с 1935), председатель колхоза им. Н. С. Хрущёва Михаила Быстрицкого (1909 г. р., член КП(б) УССР с 1939), комсомольца Петра Драчука (1918 г. р.), который до войны работал стрелочником на железной дороге, а также беспартийного слесаря Ивана Мельникова (1907 г. р.). Пока не удалось установить биографические данные ещё четырёх бойцов: Михаила Богушевского, Леонида Чёрного, Леонтия Буряка и В. Николенко.
Обнаружив группу, румынские оккупанты замуровали часть выходов из катакомб, а к остальным поставили охрану. Партизанский отряд имел солидные запасы оружия и амуниции, а вот шанцевый инструмент отсутствовал, как, впрочем, и достаточные запасы продовольствия.

#### Каннибализм
Ситуация выглядела безвыходной, и из-за нехватки продуктов питания становилась всё более критической. Когда боец В. Николенко предложил сдаться, командир отряда А. Солдатенко его расстрелял. Позже командир отдал приказ и об уничтожении беженцев, которые прибились к отряду — гражданина Бялика и его жены Евгении, которые спасались в катакомбах от антисемитского террора. Впоследствии оперативники Сигуранцы в конфиденциальном документе на имя маршала И. Антонеску писали, что решение «…было принято Солдатенко на основании специфического большевистского критерия. Бялик и его жена не являлись ни членами партизанского отряда ни членами коммунистической партии…», тела несчастных «…были разрезаны на куски, положены в бочки и засолены. Это продовольствие потреблялось некоторое время…».
Затем четверо бойцов сумели убежать (впрочем, трёх из них из-за неестественно белого цвета кожи (ввиду длительного пребывания под землёй без доступа солнечного света) соседи выдали полиции, а след Михаила Быстрицкого потерялся). Через некоторое время ещё трое бойцов решили сбежать и убили командира с его подругой. Но выйти на поверхность помешали клубы дыма, с помощью которых румыны пытались выкурить партизанскую группу. Ожидая, когда смог рассеется, партизаны частично съели трупы Солдатенко и Балицкой. Когда они выбрались на поверхность, то сразу попали в руки оккупационных властей, и после допроса вместе с тремя бывшими соратниками были казнены. Эти события легли в основу нескольких историй, в части из которых все коммунистические бойцы были изображены в негативном свете.